# 虫送り

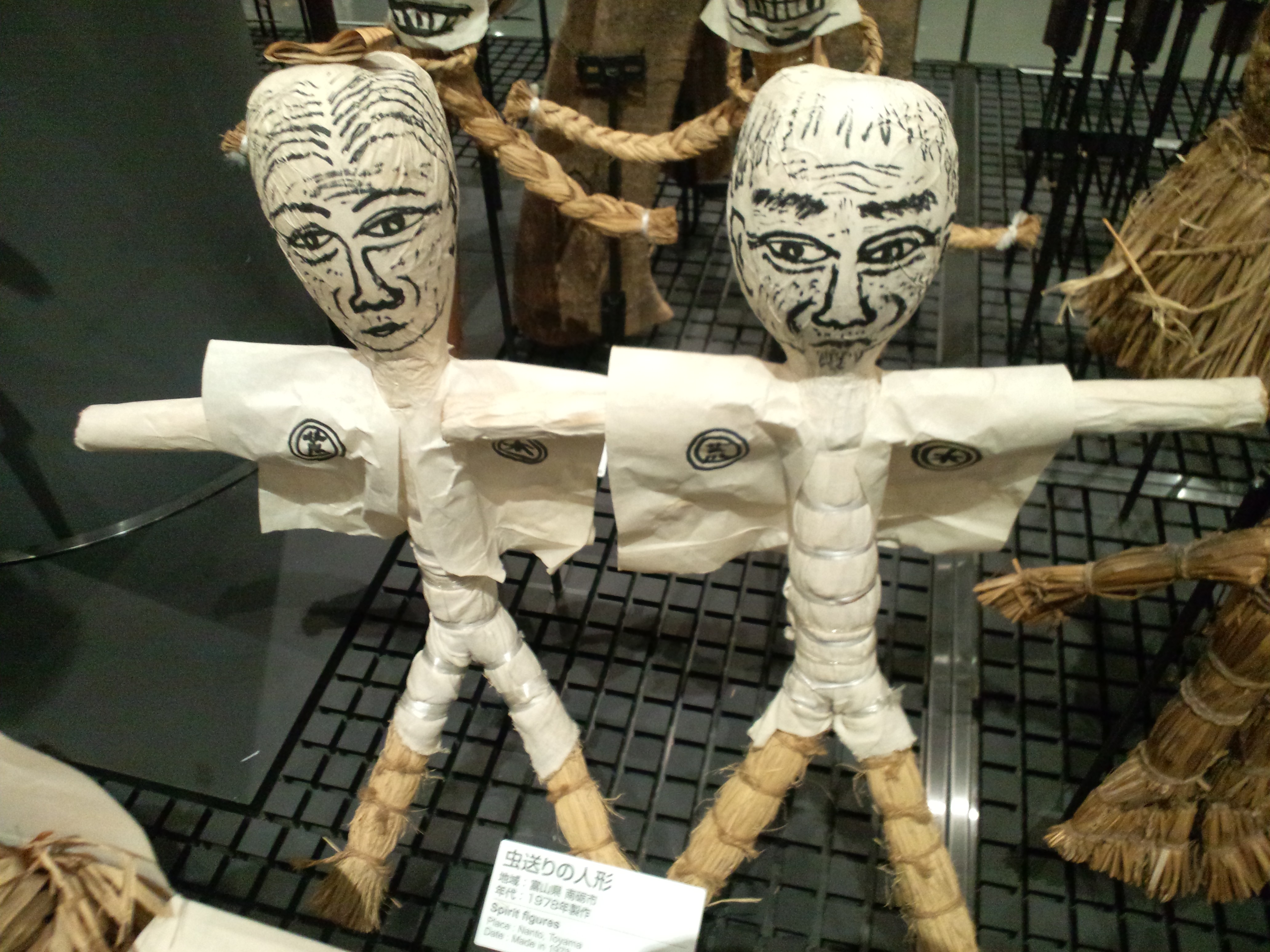
虫送りの人形／富山県南砺市由来。1978年（昭和53年）の作。国立民族学博物館所蔵。

虫送り（むしおくり）は、日本の伝統行事のひとつ。農村において、農作物につく害虫を駆除・駆逐し、その年の豊作を祈願する呪術的行事である。虫追い（むしおい）など、西日本では実盛送り（さねもりおくり）または実盛祭（さねもりまつり）など数多くの別名がある。

## 概要
虫による害は、不幸な死をとげてしまった人の怨霊と考える御霊信仰に関係した、「害のあるものを外に追い出す」呪いの一つである。神社で行われる紙の形代に穢れを移す風習との共通性が見られる。
春から夏にかけての頃（おもに初夏）、夜間たいまつを焚いて行う。また、藁人形を作って悪霊にかたどり、害虫をくくりつけて、鉦や太鼓を叩きながら行列して村境に行き、川などに流すことが行われる地域もある。地域によっては七夕行事と関連をもって行われる。
かつては全国各地に数多く見られたが、農薬が普及するに連れて害虫の脅威が低減したことに加え、過疎化、少子高齢化、米価の下落などによる農業の衰退と、その結果としての担い手不足も大きく影響し、次第に行わない地域が多くなっていった。火事の危険などを理由に取り止めた地域もある。現在行われているものも、原形を留めるものは少ないといわれている。農業と地域社会に深く関わる伝統行事であるため、その保存には農業および地域社会の活性化と維持が不可欠で、大きな課題となっている。

## 実盛について
『平家物語』でも知られる平安時代末期の平氏武将・斎藤実盛（斎藤別当実盛）は、篠原の戦いのさなか、乗っていた馬が田の稲株につまずいて倒れたところを源氏方の敵兵に付け込まれ、討ち取られてしまったため、その恨みゆえに稲虫（稲につく害虫）と化して稲を食い荒らすようになったという言い伝えが古くから存在した。そのため、稲虫（特にウンカ）は「実盛虫（さねもりむし）」(cf. wikt) とも呼ばれ、主として西日本では、実盛の霊を鎮めて稲虫を退散させるという由来を伝え、この種の「虫送り」を指して、実盛送り（さねもりおくり）または実盛祭（さねもりまつり）と呼んでいる。また、砕けた表現として実盛さん（さねもりさん）とも呼ばれる。
この実盛という語は、田植えの行事「サノボリ」（早のぼり）が転訛という説もある。

## 季語
日本語「虫送/虫送り（むしおくり）」は、夏の季語（晩夏の季語）である。分類は行事。
虫送/虫送りの子季語としては、虫流し（むしながし。虫送の別名）、実盛送り（さねもりおくり。虫送の行事。虫送の近畿・中国・四国・九州での呼称）、田虫送り（たむしおくり。田における虫送）、稲虫送/稲虫送り（いなむしおくり。虫送の別名）、虫追/虫追い（むしおい。虫送の別名）、虫供養（むしくよう。耕作するなかで殺した虫の霊を慰める供養）、実盛祭（さねもりまつり。実盛送りの別名）がある。
また、秋の虫送りは、秋の季語（仲秋の季語）である。分類は行事。
関連季語として、田畑虫送（たはたむしおくり。秋の季語。分類は行事。田畑における虫送）、稲虫（いなむし。秋の季語。分類は動物。稲を食害する虫）、実盛虫（さねもりむし。秋の季語。分類は動物。斎藤実盛の怨霊が害虫と化したものと信じられた、稲を食害する虫。現代科学的解釈ではウンカに属する淡黄色または黄白色の昆虫を指す）がある。

## 歴史

### 年表

#### 先史時代
- 縄文時代（※時代区分については諸説あり。最も早い説で前期、遅い説で末期） - 稲作（陸稲栽培）の日本伝来。日本列島においてまだ少数派であった稲作の担い手は、稲を害する虫に悩まされたであろう[24]が、当時の大多数の日本人にとって“稲虫”の害はまだ他人事であったと思われる。
- 弥生時代早期（旧来の縄文時代末期） - 日本列島における稲作の本格的普及。このとき以来、稲作の担い手と収穫を当てにする共同体にとって、稲を害する虫の存在は常に付きまとう大きな脅威となった[24]。

#### 古代
- 大宝元年8月（701年9月頃[* 4]、飛鳥時代末期） - 三河国（現在の愛知県東部地域）を始めとする17か国に蝗害あり／『続日本紀』巻2 大宝元年8月辛酉条に基づく。以後、数年おきに蝗害の記録あり。
- 天平21年/天平感宝元年/天平勝宝元年（749年、奈良時代中期） - 下総国（現在の千葉県北部・茨城県西部地域等）に蝗害あり／『続日本紀』に基づく。
- 弘仁3年（812年、平安時代初期） - 薩摩国（現在の鹿児島県西部地域）に蝗害あり／ウンカによる。『日本後紀』巻22 弘仁3年条に基づく。
- 寿永2年6月1日（西暦換算:1183年6月22日、平安時代末期） - 篠原の戦いで平氏武将・斎藤実盛（斎藤別当実盛）が戦死／その最期を伝える逸話が、後世、主として西日本で稲虫を追い払う呪術的神事と強く結びつくこととなる。

#### 中世
- 16世紀の初め頃[24]（戦国時代中期） - 各地の農村で虫送りが行われ始める[24]。
- 天文9年（1540年、戦国時代末期） - 天文の飢饉が発生／前年に発生した大雨・洪水・蝗害により、この年の年明け以降、近畿地方を中心とした各地が飢饉に見舞われ、時疫（流行り病）が追い打ちをかけた。しかし世は戦国の只中で、朝廷（大和朝廷）・幕府（室町幕府）・戦国大名（細川政権）による政治的・経済的救済は皆無も同然であった。

#### 近世
- 江戸時代全般 - 広く日本各地の農村で虫送りが行われていた[24]。
- 寛文元年（1661年、江戸時代初頭） - 小豆島の伝法川流域で虫送りが始まる／香川県小豆郡土庄町肥土山の自治会の史料による。
- 寛文10年（1670年） - 筑前国（現在の福岡県北西部地域）にて、鯨油を使った稲虫の注油駆除法が考案される[24]。
- 享保17年夏（1732年夏、江戸時代前期） - 享保の大飢饉が発生／梅雨入りから2か月も続く長雨による深刻な冷夏と稲虫（ウンカ）の大発生で西日本全域が大凶作に見舞われる。とりわけ瀬戸内の被害は甚大であった。稲虫の大発生については前年の暖冬も影響している。稲虫の大きく関わる飢饉としては日本史上最大のものとなった。
  - これ以来、江戸幕府は、稲虫が大発生した地域の代官に対して鯨油による注油駆除法を、幕府お墨付きの唯一の害虫駆除法として布達するようになった[24]。
- 慶応4年5月26日（1868年7月15日、幕末） - 鹿子原の虫送り踊（島根県邑智郡邑南町矢上鹿子原の虫送り）の虫送り当日の献上物の記載あり。

#### 明治・大正時代
- 明治維新以降 - 稲虫の注油駆除法で用いられる油が、鯨油から石油に置き換わる[24]。
- 1898年（明治31年） - 正岡子規が句集『俳句稿』を刊行。その「秋の部」に虫送りの一句「火や鉦や遠里小野の虫送」あり。

#### 昭和時代
- 第二次世界大戦終戦後間もなく - 有機合成殺虫剤であるDDTやBHCが登場し[24]、稲虫の注油駆除法は約280年もの長きに亘る役割を終えた[24]。
- 昭和30年代（1955～64年） - 滋賀県下でプロパンガスが普及し、従来の自家燃料としての菜種殻の需要が無くなる。菜種栽培の急速な衰退は虫送りに欠かせない松明の材としての菜種殻の調達が困難になったことを意味し、これを機に儀式そのものが一気に廃れていった。
- 1964年（昭和39年） - 横江の虫送り（石川県白山市横江町の虫送り）が、白山市指定無形民俗文化財となる。最も早期の例。
- 1967年（昭和42年）5月30日 - 鹿子原の虫送り踊（島根県邑智郡邑南町矢上鹿子原の虫送り）が、島根県指定無形民俗文化財となる。早期の一例。
- 1973年（昭和48年） - 青森県五所川原町（現・五所川原市内）にて「奥津軽虫と火まつり」の誕生／地元の青年会議所が地域の虫送りに火祭りの要素を取り入れたことで成立した。

#### 平成時代
- 1991年（平成3年）2月2日 - 祖父江の虫送り（愛知県稲沢市祖父江町の虫送り）が、国の選択無形民俗文化財に選択される。
- 2010年（平成22年）7月 - 廃れていた中山虫送り（香川県小豆郡小豆島町中山の虫送り）が、松竹映画『八日目の蝉』の撮影用に再現される。
- 2011年（平成23年）7月 - 中山虫送りの復活。

## 指定文化財等
※丸括弧内の数字は、指定または選択された年。指定の早いものを先に記載する。数字の無いものは指定された年を確認できないもので、最後に記載する。
- 国の重要無形民俗文化財 - 該当なし。
- 国の選択無形民俗文化財 - 祖父江の虫送り (1991)。
- 都道府県指定重要無形民俗文化財 - （福島県三島町の）虫送り。
- 都道府県選択無形民俗文化財 - 該当なし、もしくは未確認。
- 都道府県指定無形民俗文化財 - 鹿子原の虫送り踊 (1967)。尾張の虫送り行事（矢田） (1984)。尾張の虫送り行事（祖父江） (1984)。北浦地方のサバー送り (2009)。相内の虫送り (2011)。
- 市町村指定重要無形民俗文化財 - 高橋の虫送り。
- 市町村選択無形民俗文化財 - 犬石の虫送り行事 (1983)。先達の虫送り (2010)。東横田の虫送り行事 (2016)。
- 市町村指定無形民俗文化財 - 横江の虫送り (1964)。肥土山の虫送り (1970)。中山虫送り (1970)。木境大物忌神社の虫除け祭り (1992)。野田の虫送り (1998)。南山田の虫送り (2005)。（福井県鯖江市の）虫おくり (2006)。善願の虫送り (2015)。（岐阜県美濃市の）虫送り。山田町虫送り。奥津軽虫と火まつり。日吉の御鍬祭り。（愛媛県西予市城川町の）実盛送り。

## 各地の虫送り
関連する神社側の名称としては、神事を分類するに当たっての「虫送祭（むしおくりさい）」があるが、神事としての固有名称は神社ごとにあり、「虫送祭」「蝗除祭（こうじょさい）」「除蝗祭（じょこうさい）」「除蝗祈願祭（じょこうきがんさい）」「除虫祭（じょちゅうさい）」などがこれに当たる。一方で、「虫送り」「虫追い」「いもち送り」などは、神社の正式な神事名とは別に担い手たる農村の人々に親しまれてきた俗称である。また、行政府や保存会の定めた名称もあり、こういったものは、管理・告知・宣伝等の必要に応じて地域名を冠したり（例：相内の虫送り、中山虫送り、尾張の虫送り行事（矢田））、独自の命名がなされたりすることがある（例：奥津軽虫と火まつり）。
- ここでは、存続している（あるいは廃絶した）虫送りを、地方別・都道府県別（※基準は全国地方公共団体コード）で列記する。なお、学術調査が全国規模で行われた記録は無く、保存状態の全容は掴めない[26]。
- 近代や近世以前にまで時代を遡れるものは、当時の慣習地名（○国〈形骸化した令制国〉△郡□村など）や行政地名（○州△藩知行□村、○県△郡□村など）をなるべく併記する。

### 東北地方
- 参考資料 - （外部リンク）文化庁 文化財部 伝統文化課 (2014年3月31日). “青森県南部地方の虫送り ─調査報告書─” (PDF). 公式ウェブサイト.  文化庁. 2018年5月29日閲覧。

青森県の虫送り
- 虫送り

青森県五所川原市域では、漆川、飯詰、鶴ケ岡、高瀬、金山、前田野目などといった集落でもかつては虫送りを行っていたが、衰退したり何らかの事由で失伝したりしたという。なお、後述する「奥津軽虫と火まつり」は農村部の各集落から市街地に集めて大規模化した虫送り行事に別の祭事（火祭り）を加えて新たに創出した祭事（神事）であり催事（イベント）であって、従来の虫送り行事を引き継ぎながら異なる点も多い。
- 相内の虫送り（あいうちのむしおくり）

青森県五所川原市相内（旧・北津軽郡相内村。江戸時代における陸奥国津軽郡相内村、幕藩体制下の弘前藩知行相内村）に伝わる。青森県指定無形民俗文化財（2011年〈平成23年〉4月6日指定）。約450年の歴史があり（2010年代時点）、津軽一円で行われている虫送りの原型とされる。新暦6月第2土曜日（田植え次第で変更の可能性あり）に執り行われる。地域を練り歩く際は「跳ねろじゃ跳ねろ」「いつもこんだらどうすべな（意：いつもこんなに良くてどうしようか）」などと唱えながら廻る。
- 奥津軽虫と火まつり（おくつがる むしとひまつり）

青森県五所川原市（旧・北津軽郡五所川原村界隈。江戸時代における陸奥国津軽郡の喰川村・平井村・柏原村界隈、幕藩体制下の弘前藩知行喰川村・平井村・柏原村界隈）に伝わる。五所川原市指定無形民俗文化財。1964年（昭和39年）、常陸宮正仁親王と旧弘前藩津軽家出身の津軽華子（華子妃）が、結婚の報告のために五所川原を訪れた際、各集落ごとに実施されていた虫送りを中心市街地に集めて盛大に執り行ったことをきっかけに、虫送りは市の祭りとして実施されるようになった。さらに1973年（昭和48年）、五所川原青年会議所が地域の虫送りに火祭りの要素を取り入れたことで現在の「奥津軽虫と火まつり」が誕生した。
秋田県の虫送り
- 木境大物忌神社の虫除け祭り（きざかいおおものいみじんじゃのむしよけまつり）[35][36]

秋田県由利本荘市八森城址（矢島城城址）内一円に伝わる。秋田県指定無形民俗文化財（1992年〈平成4年〉4月10日、県記録選択）で、指定名称は「木境大物忌神社の虫除け祭り」、通称は「虫除け祭り」。関連社は木境大物忌神社で、春季大祭として毎年の新暦7月8日に執り行われる。
山形県の虫送り
- 蝗除祭（こうじょさい、俗称：虫送り）

山形県鶴岡市三瀬に伝わる。関連社は気比神社。現在は新暦6月12日に行われる。
福島県の虫送り
- 虫送り

会津地方では、福島県大沼郡会津美里町高田（※後述）と、会津盆地の西部山間部にある大沼郡三島町（※後述）・金山町・昭和村に伝わる。
- 高橋の虫送り

福島県大沼郡会津美里町高田（江戸時代における陸奥国大沼郡高田村、幕藩体制下の陸奥会津藩知行高田村）に、江戸時代より伝わる。会津美里町指定重要無形民俗文化財。行事は、最も害虫が繁殖する土用入りの前日ということで、現在は新暦7月19日に行われる。宮川を挟んで東側の尾岐窪、西側の冑かぶと・小山・仁王で、地域ごとに個性があって上に人が乗れるほど大きな萱かや製の虫籠を作り、大人や子供達が行列を作って宮川に架かる高橋まで虫籠を送り継ぎ、ここで東西の寺院住職の虫供養が行われた後、川に流す。
- 虫送り

福島県大沼郡三島町の西方・名入・大石田（江戸時代における陸奥国大沼郡の西方村・名入村・大石田村、幕藩体制下の奥州御料会津藩預地西方村・名入村・大石田村）に伝わる。福島県指定重要無形民俗文化財。当地域では、実際に害虫をとって袋に詰めて送り出す。

### 関東地方
埼玉県の虫送り
- 門平の虫送り - 埼玉県秩父郡皆野町門平に伝わる。[45]
- 立沢の虫送り - 埼玉県秩父郡皆野町立沢に伝わる。[45]

千葉県の虫送り
- 野田の虫送り - 千葉県袖ケ浦市野田[* 9]に伝わる。袖ケ浦市指定無形民俗文化財（1998年〈平成10年〉7月指定）。[46]

神奈川県の虫送り
- 川和の虫送り（かわわのむしおくり）

神奈川県横浜市都筑区川和町（旧・都筑郡川和村。江戸時代における武蔵国都筑郡川和村、幕藩体制下の小机領〈寺領〉武州川和村）に伝わっていたが、廃絶された。新暦時代には7月25日に行われていた。往時は屋台が出るほどの賑わいを見せていた。戦後（第二次世界大戦後）は途絶えていたが、地域文化伝承のために復活することが（1999年〈平成11年〉7月18日日曜日、2000年〈平成12年〉7月23日日曜日など）数回あった。しかし、火事の危険性を問題視されるなどして行われなくなった。cf. 「川和町#川和の虫送り」
- 南山田の虫送り

神奈川県横浜市都筑区南山田（旧・都筑郡中川村山田。江戸時代における武蔵国都筑郡山田村、幕藩体制下の御料もしくは旗本領武州山田村）に、江戸時代より伝わる。横浜市指定無形民俗文化財（2005年〈平成17年〉指定）。戦後（第二次世界大戦後）は途絶えていたが、1976年（昭和51年）に復活した。新暦時代の現在は7月の土用入り後の最初の土曜日に行われている。視点は氏神である山田神社。獅子頭、独自の囃子「虫送りの曲」、空き缶に火を灯した松明、囃子連によるひょっとこ踊と獅子舞など、多くの独自性が見られる。地域は宅地化されて往時の農村風景を失っているが、保存会（虫送り行事保存会）と町内会を主催とし、地域の夏の恒例行事として伝承されている。松明の数を、200本であった2015年（平成27年）に対して翌2016年（平成28年）は250本に増やすなどしている。

### 中部地方・東海地方・北陸地方
新潟県の虫送り
- 善願の虫送り（ぜんがのむしおくり）[50]

新潟県五泉市赤海地区に伝わる。五泉市指定無形民俗文化財（2015年〈平成27年〉7月23日指定）。
- 下田の虫送り（しただのむしおくり）

新潟県三条市旧下田地区（旧・南蒲原郡下田村）に伝わる。
- 個別の例：飯田の虫送り - 三条市飯田（旧・南蒲原郡下田村飯田）。
- 個別の例：荒沢の虫送り - 三条市荒沢（旧・南蒲原郡下田村荒沢）。

富山県の虫送り
- 床鍋の虫送り（とこなべのむしおくり、別名：虫送り 大松明火祭り）

富山県氷見市床鍋（1896年〈明治29年〉以前の氷見郡速川村床鍋、1889年〈明治22年〉以前の射水郡床鍋村。江戸時代における越中国射水郡床鍋村、幕藩体制下の加賀藩知行越中床鍋村）に伝わる。約130年前（2017年時点）に始まり、一時途絶えたが、1990年（平成2年）に復活した。現在は新暦6月中旬に行われる。幣帛を立てて竹と藁を主材に作られた直径約1メートル・長さ約8メートルの円筒形の大松明に村外れで火を点けた後、山道や畦道を曳き廻し、鉦や太鼓を打ち鳴らしながら「泥虫どろむしほーい、泥虫ほい」の囃子文句と共に練り歩き、最後に大松明を（現在は1992年〈平成4年〉に廃校した旧床鍋小学校跡のグラウンドに）立て、一気に燃え上がる炎で稲虫を追い払う。2004年（平成16年）に富山県教育委員会主催で選定された「とやまの祭り百選」の選定物件の一つ（選定名称：床鍋の虫送り）。
- 除蝗祭（じょこうさい）

富山県南砺市利賀村百瀬（旧・礪波郡利賀村百瀬）に伝わる。
石川県の虫送り
- 横江の虫送り

石川県白山市横江町（旧・石川郡横江村。江戸時代における加賀国石川郡横江村、幕藩体制下の加賀藩知行加州横江村）に、江戸時代より伝わる。白山市指定無形民俗文化財（1964年〈昭和39年〉11月1日指定）。起源については、加州郡代（郡奉行）に願い出たという江戸時代の史料等が残っている程度で、いつごろ始められたかなどは不明。新暦時代において以前は毎年7月21日の夜に行われてきたが、現在7月の海の日の前日に行われている。起点であるなど、関連社として宇佐八幡神社（横江町1に所在）が大きな役割を果たす。横江の虫送りは、伝承の古さと規模の大きさも特徴といえる。
なお、日本各地と同様、現・白山市域でも山麓部から平野部まで農村で古くから広く行われていたが、農薬が普及するに連れてほとんどの集落で廃れ、今では極わずかな集落でしか見ることができない。
福井県の虫送り
- 虫おくり - 福井県鯖江市莇生田町[* 16]に伝わる。鯖江市指定無形民俗文化財（2006年〈平成18年〉3月31日指定）。[57]

長野県の虫送り
- 犬石の虫送り行事[8]（いぬいしのむしおくりぎょうじ、別名：虫追い、さねもりさん[8]）

長野県長野市篠ノ井有旅うたび犬石区一円（江戸時代における信濃国更級郡有旅村犬石一円、幕藩体制下の信州松代藩知行有旅村犬石一円）に、江戸時代より伝わる。長野市選択無形民俗文化財（1983年〈昭和58年〉3月16日指定）。麦藁で作った樽形の神輿を担ぐ素朴な虫送り行事の典型。今では毎年の新暦7月31日の夜に行われている。虫送りの際は「菜ア虫送れ、乞食虫送れ」と大声で唱えながら地域を廻る。
- 東横田の虫送り行事（ひがしよこたのむしおくりぎょうじ）

長野県長野市篠ノ井横田東横田区一円（江戸時代における信濃国更級郡横田村一円、幕藩体制下の信州松代藩知行横田村一円）に、江戸時代より伝わる。長野市選択無形民俗文化財（2016年〈平成28年〉3月8日指定）。今では毎年の新暦8月の第1日曜日の朝から夜にかけて地域の子供達が行う地域行事として存続している。虫送りを地域に触れ歩く際は「なのむしおくれ」と唱えて廻る。
- 先達の虫送り（せんだつのむしおくり）

長野県諏訪郡富士見町先達（江戸時代における信濃国諏訪郡先達村、幕藩体制下の信州諏訪藩知行先達村）に、江戸時代より伝わる。富士見町指定無形民俗文化財（2010年〈平成22年〉1月20日指定）。虫送りの際は「送れ 送れ 稲虫送れ」と大声で囃子唄を唄いながら地域を廻る。
- cf. 日吉の御鍬祭り（ひよしのおくわまつり）

長野県下伊那郡阿南町和合日吉に、江戸時代前期より伝わる。五穀豊穣と虫送りの性格の強い祭り。江戸時代前期の寛保2年（1742年）に始められたとされる。長野県指定無形民俗文化財。古くは旧暦3月14日に行われていたが、現在は新暦4月29日に行われる。
岐阜県の虫送り
- 虫送り

岐阜県美濃市で存続している虫送りは、美濃市指定無形民俗文化財になっている。行政府の定める公式名称や総称は確認できない。
- 虫送り - 美濃市上野地区に伝わる。美濃市指定無形民俗文化財。
- 虫送り - 美濃市御手洗地区に伝わる。美濃市指定無形民俗文化財。

愛知県の虫送り

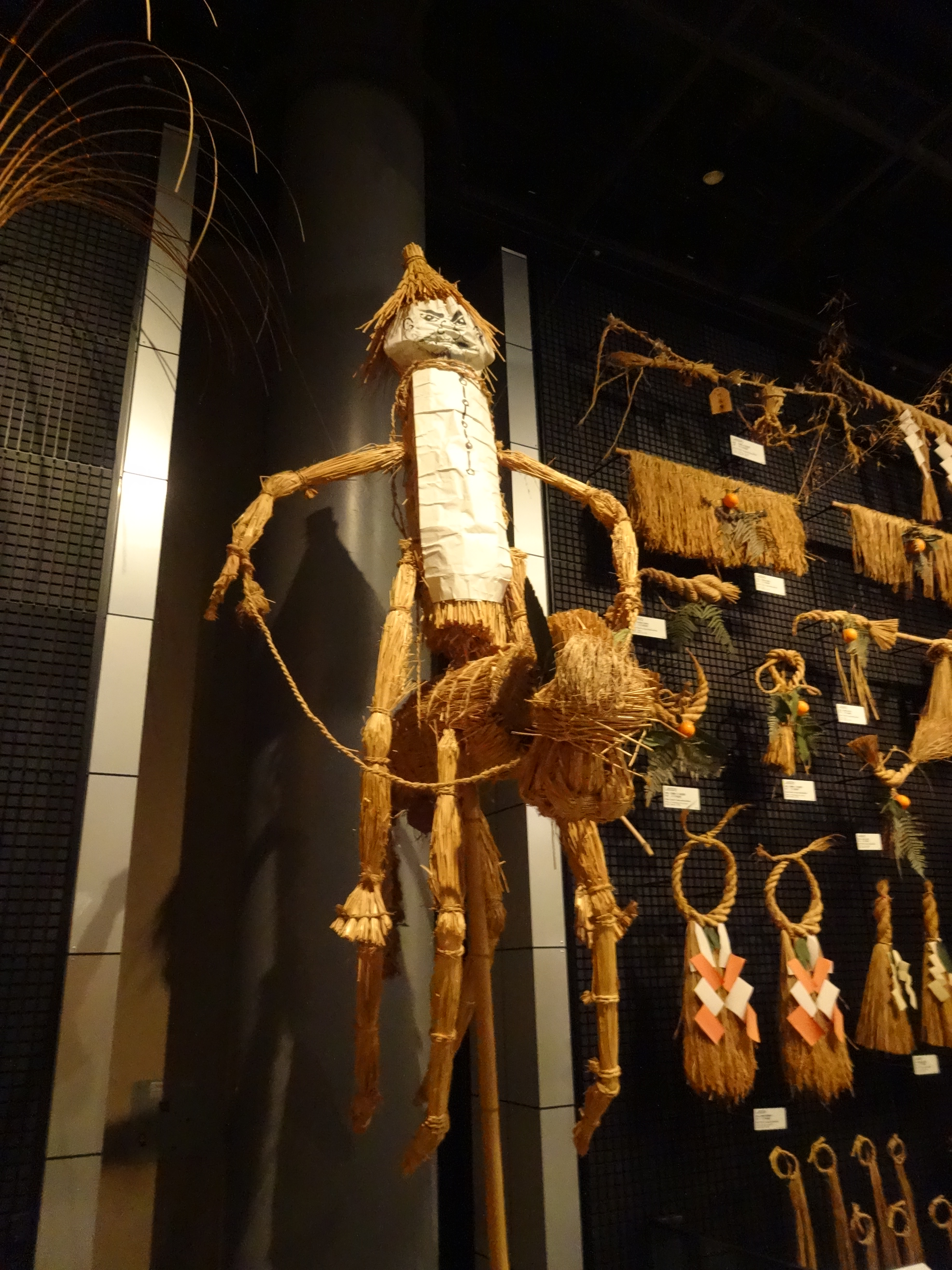
実盛人形（愛知県稲沢市）国立民族学博物館所蔵

- 尾張の虫送り行事（おわりのむしおくりぎょうじ）[65][66]

行政府の定義するところでは、尾張で存続している虫送りの総称。常滑市矢田と稲沢市祖父江町に残っており、1984年（昭和59年）に「尾張の虫送り行事」の名称で愛知県指定無形民俗文化財に指定されている。加えて後者は1991年（平成3年）に国の選択無形民俗文化財に選択されている。
- 矢田の虫送り行事（やたのむしおくりぎょうじ）

愛知県常滑市矢田（旧・知多郡矢田村）に伝わる。愛知県指定無形民俗文化財で、指定名称は「尾張の虫送り行事（矢田）」。矢田における虫送り行事は、実盛人形とフウフの鳥を奉じる「おんか送り（うんか送り）」と松明行列を行う「虫送り」という2つの行事で構成される。前者は田植え後間もない6月下旬に、後者は7月初旬に行われる。関連社は八幡神社。
- 祖父江の虫送り（そぶえのむしおくり）[67]

愛知県稲沢市祖父江町（旧・中島郡祖父江町）に伝わる。愛知県指定無形民俗文化財（1984年〈昭和59年〉指定）、国の選択無形民俗文化財（1991年〈平成3年〉2月2日選択）。
- 虫送り

愛知県犬山市城東地区に伝わる。当地域には五穀豊穣と虫を封じる神社として有名な虫鹿神社があり、係る行事はこの社と関連する。
- 蝗除祭（こうじょさい）

愛知県犬山市五郎丸に伝わる。疫病祓いと虫送りを行う。関連社は五郎丸神明社。藁細工人形に提灯を付けて町内を巡行する。
三重県の虫送り
- 虫送り - 三重県四日市市富田（旧・朝明郡富田村）[* 27]に伝わる。
- 除虫祭（じょちゅうさい） - 三重県四日市市の八王子町と小林町（旧・三重郡八王子村など）に伝わる。[70]

### 近畿地方
滋賀県の虫送り
- いもち送り

滋賀県近江八幡市北部の2集落（島町と北津田町）（旧・蒲生郡の島村と北津田村。江戸時代における近江国蒲生郡島村と北津田村。幕藩体制下の江州郡山藩知行島村と江州御料彦根藩預地北津田村）に伝わる。当地域では害虫を「いもち」とも呼ぶ。当地域では1965年（昭和40年）頃に途絶えたが、1980年（昭和55年）、地元・大嶋奥津嶋神社の深井武臣宮司の声掛けを機に、地域の伝統行事を継承しようとの機運の高まりと共に復活した。地域の水田を歩いて巡る際は「いもち送れー、いもち送れー」と唱えて廻る。
- 虫送り

滋賀県蒲生郡竜王町の6集落（岡屋、小口おぐち、薬師、山之上、田中、綾戸。※全て大字）で存続、11集落（鏡、山面やまづら、西川、須恵すえ、橋本、弓削ゆげ、信濃、庄、川上、林、駕輿丁かよちょう。※全て大字）で廃絶。地域性から「竜王町の虫送り」と呼んで差し支えないと思えるが、固有の公式名称は無い。滋賀県下ではどこも同じで、プロパンガスが普及することで従来の自家燃料としての菜種殻の需要が無くなったがゆえに菜種栽培が急速に衰退した昭和30年代（1955～64年）に、虫送りに欠かせない松明の材としての菜種殻の調達が困難になったことを機に、儀式そのものが急激に衰退したという。
- 蝗除祭（こうじょさい、俗称：いもち送り）[76]

滋賀県野洲市大篠原（江戸時代における近江国野洲郡大篠原村、幕藩体制下の江州西大路藩知行大篠原村）に伝わる。「蝗除祭」は大笹原神社での正式名称、「いもち送り」は住民による通称。担い手の高齢化などを理由に中断されていたが、2000年（平成12年）頃、夏休み中の子供会の行事として規模のやや縮小した形で復活した。
京都府の虫送り
- 虫送り

京都府京都市左京区の4地域（百井ももい、花脊はなせ、広河原ひろがわら、久多くた）で存続する。地域を巡る際は「泥虫 出てけ、刺し虫 出てけ」「すっとすっとすっとせい」などと唱えながら田の畦道をねり歩く。
- 個別の例：久多の虫送り - 左京区久多（旧・愛宕郡久多村。江戸時代における山城国愛宕郡の久多4か村、幕藩体制下の城州旗本領久多4か村）に伝わる。関連社は志古淵神社（思古渕社）。

奈良県の虫送り
- 虫送り[79][80]（総称としての別名：山田町虫送り、山田町の虫送り[81]、山田の虫送り）

奈良県天理市山田町（旧・山辺郡の上山田村・中山田村・下山田村）に伝わる。天理市指定無形民俗文化財（2000年〈平成12年〉指定）。山田町の3地域（上山田、中山田、下山田）でそれぞれに行われる。

### 中国地方
島根県の虫送り
- 鹿子原の虫送り踊（かねこばらのむしおくりおどり）[84]

島根県邑智郡邑南町矢上やかみ鹿子原（江戸時代における石見国邑智郡矢上村鹿子原、幕藩体制下の石見浜田藩知行矢上村鹿子原）に伝わる。島根県指定無形民俗文化財（1967年〈昭和42年〉5月30日指定）。太平洋戦争中も中止することなく続けられた。古形を残す虫送り行事として全国でも数少ないものの一つで、斎藤実盛由来の虫送りである実盛送りに、安芸国芸北地方（現・広島県芸北地方）より習い伝えられた太鼓踊が附随するという全国でもほとんど例が無い希少性でも高く評価されている。1937年（昭和12年）に編纂された『邑智郡誌』（森脇太一編）によれば、慶応4年5月26日（新暦換算:1868年7月15日）に行われた虫送り当日の献上物の記載があり、少なくともこの頃には行われていたことが分かっている。保存会は1963年（昭和38年）に結成された。虫送り踊が奉納される諏訪神社は、平安時代中期にあたる承和2年（835年）、荒地を開拓するために信濃国の諏訪大社から農業神を分霊した社で、健御名方神（タケミナカタノカミ）と八坂刀売神（ヤサカトメノカミ）という夫婦神を祭神とする。
広島県の虫送り
- 虫送り

広島県福山市神村町に伝わる。この虫送りには、はね踊（はねおどり）が附随する。関連社は神村八幡神社。現在は新暦6月最終土曜日に行われる。。現在は新暦6月中に行われる
- 風祈祷（かぜきとう）

広島県福山市駅家町服部永谷に伝わる。関連社は八幡神社。現在は新暦8月1日に行われる。
- 蝗除祭（こうじょさい）

広島県府中市栗柄町に伝わる。関連社は南宮神社。現在は新暦7月第1日曜日に行われる。
- 蟲送り神事（むしおくりしんじ）

広島県三次市君田町西入君に伝わる。関連社は聖神社。現在は新暦7月第1日曜日に行われる。
- 虫送り

広島県山県郡北広島町新庄に伝わる。この虫送りに附随する南条踊（なんじょうおどり、南条おどり）は「南条おどり」の名称で広島県指定無形民俗文化財となっている（1953年〈昭和28年〉10月20日指定）。関連社は龍山八幡神社。現在は新暦6月中に行われる。
山口県の虫送り
- 北浦地方のサバー送り[93]（別名：サバー送り[94][95]）

山口県長門市の深川湾に面した地域（かつての大津郡深川村および日置村。江戸時代における長門国大津郡深川村および日置3か村、幕藩体制下の長州藩知行深川村および日置3か村）を核として今に伝えられる。古来、地元では「サバー送り」と通称されるが、山口県指定無形民俗文化財（2009年〈平成21年〉4月14日指定）としての指定名称は「北浦地方のサバー送り」である。北浦地区（長北地区）の名を冠してはいるが、行われているのはその一角。現在は新暦7月1日に行われる。当地域では、藁を主材として作られた2躯の実盛人形を長門市東深川藤中ふんじゅうから下関市豊北町粟野まで送り継ぐことで稲虫の災禍を追い払う。2躯の実盛人形は共に長さ約2メートル・高さ約1メートルの騎馬武者姿で、それぞれに「サバーサマ」「サネモリサマ」と呼ばれるが、前者はウンカである稲虫の化身であり、後者は斎藤実盛の霊を指すという。実盛人形の基となる藁人形は、東深川藤中にある飯山八幡宮社務所で、8名の氏子によって送り継ぎの始まるおよそ1週間前に作成される。その藁人形は八幡宮宮司に引き継がれ、送り継ぎ開始前々日までに、和紙に書いた顔、和紙で作成された兜、羽織の代わりとされる和紙、木の刀が着けられ、騎馬武者姿に仕立てられる。兜と羽織には毛利家の印である「一○」が記される。この後、送り継ぎ開始当日までの2日間、八幡宮で虫除けの神事が行われる。送り継ぎは先の藤中から中山・江良・上郷の順に二十数か所の集落で行われる。その後は年によって違うが、人形は送り継いだ地域の住民によって抱えられ、西深川境川を経由した後、日置上長崎へきかみ ながさこ（旧・大津郡日置上村長崎）まで運ばれる（※2010年代現在は経路の多くで軽トラックが使われる）。その後は、各自治会や子供会などの手で数週間かけて各地域を送り継ぎ、下関市豊北町粟野（かつての豊浦郡粟野村。江戸時代における長門国豊浦郡粟野2か村、幕藩体制下の長門府中藩知行粟野2か村）まで運ばれる。粟野以降の順路は決まっていないものの、最後は、多くの場合は海（油谷湾）に流され、時には燃やされる。
- サバー送り

山口県下関市一の宮住吉の住吉神社で第二次世界大戦の終戦前後まで行われていたが、その後、途絶えた。下関の住吉神社のサバー送りについては記録がほとんど残っていない。しかし2017年（平成29年）11月下旬、地元出身の日本画家・石川義春（1893-1969年）の手になるサバー送りの絵図が、1幅の掛軸という形で地元にある石川の三男の家に保管されていたことが判明した。

### 四国地方
徳島県の虫送り
- 実盛さんの虫送り（さねもりさんのむしおくり）

徳島県阿南市長生町上荒井（旧・那賀郡長生村上荒井）に伝わる。かつては桑野川流域で旧暦の土用の入りに新野町川又から十五夜にかけて川下の地域へと火送りが行われていた。2003年（平成15年）、農村文化の継承と地域活性化を期して長生公民館が中心となって半世紀ぶりに復活させた。
香川県の虫送り
- 虫送り

小豆島では、肥土山と中山で存続している（※後述）。かつては一帯を潤す伝法川でんぽうがわに沿って、最も標高の高い上流域の中山地区（現・小豆島町中山）から始まり、翌日に中流域の肥土山地区（現・土庄町肥土山）、そして最終日には下流域の2集落（黒岩、上庄）へと、日をずらしてリレー方式で順に行い、最終的に海へ虫を送り出していたという。現在は市街地化した下流域の平野部では行われず、中山の虫送りは肥土山の虫送りの翌日に行われている。肥土山自治会の史料によれば、伝法川流域における虫送りは、江戸時代初頭にあたる寛文元年（1661年）に始まっている。
- 肥土山の虫送り（ひとやまのむしおくり、別名：肥土山虫送り、稲虫送り）

香川県小豆郡土庄町肥土山に、350年以上前から伝わる（2010年代時点）。「肥土山の虫送り」の名称で土庄町指定無形民俗文化財（1970年〈昭和45年〉指定）。地元では「稲虫送り」という。半夏生の日（新暦7月1日、閏年は7月2日）に行われる。関連社は肥土山離宮八幡神社。地域を練り歩く際は「稲虫くるなー」などと唱えて廻る。
- 中山虫送り（別名：中山の虫送り、稲虫送り）

香川県小豆郡小豆島町中山（江戸時代における讃岐国小豆郡中山村、幕藩体制下の讃州津山藩知行中山村）に、350年以上前から伝わる（※2010年代時点）。小豆島町指定無形民俗文化財（1970年〈昭和45年〉指定）。少子高齢化による後継者不足のために2005年（平成17年）以降行われていなかったが、松竹映画『八日目の蝉』の撮影で2010年（平成22年）に再現され、翌2011年（平成23年）にはそれを受けて再開された。元来は半夏生（夏至から11日目）の日に、現在では新暦7月の第1土曜日に行われる行事で、火手（ほて）と呼ばれる竹製の松明を携え、中山千枚田と呼ばれる棚田の畦道を歩き、害虫駆除と豊作を願う。

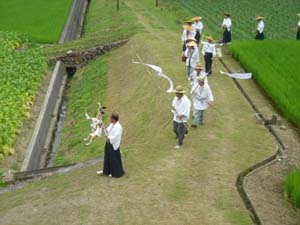
城川町の実盛送りの行列

愛媛県の虫送り
- 実盛送り

愛媛県西予市城川町の田穂たお・魚成うおなし地区（旧・東宇和郡の田穂村・魚成村界隈。江戸時代における伊予国宇和郡田穂村・魚成村界隈、幕藩体制下の予州宇和島藩知行田穂村・魚成村界隈）に伝わる。300年以上の歴史があるという（2010年代時点）。西予市指定無形民俗文化財。田穂地区は農林水産省の「日本の棚田百選」にも選定されている「堂の坂の棚田」を擁し、実盛送りでもここを練り歩く。当地域の実盛送りは、田穂で木と紙を主材に作られる実盛人形を魚成へ送り継いでゆき、最後に道と交わる黒瀬川の川辺に着くと河原に人形を置いて、これが大水で流された年は豊作になるという。

### 九州地方
福岡県の虫送り
- 虫追い祭り

福岡県久留米市田主丸町田主丸（旧・浮羽郡田主丸町田主丸）に伝わる。
大分県の虫送り
- 小松明火祭り（こだいひまつり、別名：おがた小松明火祭り）

大分県豊後大野市緒方町原尻（原尻の滝および緒方平野一帯。旧・大野郡緒方町原尻一円）（江戸時代における豊後国大野郡原尻村界隈、幕藩体制下の豊州岡藩原尻村界隈）に、江戸時代より伝わる。
宮崎県の虫送り
- 虫追い

宮崎県延岡市北川町家田（旧・東臼杵郡北川村家田）に伝わる。
- 除蝗祈願祭（じょこうきがんさい）

宮崎県宮崎市神宮に伝わる。関連社は宮崎神宮。新暦2月の祈年祭（きねんさい。五穀豊穣を祈る祭）に附随する虫送り行事として新暦7月に執り行われる。

## 地名
地名としての「虫送（むしおくり）」は、少なくとも現存するものとしては極めて珍しい。
住居表示上の地名としては、長野県須坂市日滝原の小字「虫送」が唯一かも知れない例であり、交差点名の「虫送北」と「虫送南」、長電バス北相之島線の停留所名「虫送入口（むしおくりいりぐち）」としても現存する。この地の「虫送」は、江戸時代において信濃国高井郡北部（のちの上高井郡）の須坂村や日滝村に近い、周辺一帯の農民が共用する出作りの村の名であった。
虫送峠（むしおくりとうげ）は、西中国山地東部の広島県域に所在する峠である。現在では国道191号上に位置する。